# Llengua järawa
El Järawa és una llengua gairebé extingida de les illes Andaman, a l'Índia. Actualment té unes 200 persones que la sàpiguen parlar, cosa que la converteix en la llengua més parlada de totes les de les Illes Andaman. La major part dels parlants és monolingüe en Järawa. La pervivència d'aquest idioma, igual que la de l'altra llengua del grup sud, l'Önge, s'ha sustentat sobre la base de l'aïllament de les poblacions que el parlen. És una de les poques llengües d'Andaman que encara no ha sucumbit a l'hindi.